# Charles-Oscar de Suède
Pour les articles homonymes, voir Charles, prince de Suède.
Titre
Duc de Södermanland
14 décembre 1852 – 13 mars 1854
(1 an, 2 mois et 27 jours)
Charles-Oscar de Suède et de Norvège (en suédois : Carl Oscar av Sverige och Norge), né le 14 décembre 1852 à Stockholm  (Suède-Norvège)  et mort le 13 mars 1854 dans la même ville, est un prince suédo-norvégien, duc de Södermanland.

## Biographie
C'est le seul fils du prince Charles de Suède et de Norvège, futur roi Charles XV (1826-1872), et de Louise des Pays-Bas (1828-1871). Il est le petit frère de la princesse Louise de Suède, qui épousera le roi Frédéric VIII de Danemark.
On prescrit un bain froid en 1854 au jeune enfant qui souffre de la rougeole. Cela conduit à une pneumonie, dont il meurt quelque temps après.

## Lieu d’inhumation
Le prince Charles-Oscar est inhumé dans la crypte située sous la chapelle Bernadotte de l’église de Riddarholmen de Stockholm.

## Titulature
- 14 décembre 1852 — 13 mars 1854 : Son Altesse Royale le prince Charles-Oscar de Suède et de Norvège, duc de Södermanland.

## Sources
- (sv) Cet article est partiellement ou en totalité issu de l’article de Wikipédia en suédois intitulé « Prins Carl Oscar, hertig av Södermanland » (voir la liste des auteurs).